# ガルダ
ガルダ（サンスクリット語: गरुड、Garuḍa）は、インド神話に登場する炎の様に光り輝き熱を発する神鳥。ガルダはサンスクリットやヒンディー語による名称で、パーリ語ではガルラ（Garuḷa）、英語やインドネシア語などではガルーダという。カシュヤパとヴィナターの息子で、ヴィシュヌのヴァーハナ（神の乗り物）である。
ヴァイナテーヤ（Vainateya、ヴィナターの子の意）、ガルトマーン（Garutmān、鳥の王の意）、スパルナ（Suparṇa、美しい翼を持つ者の意）、ラクタパクシャ（Rakta-pakṣa、赤い翼を持つ者の意）、スレーンドラジット（Surendra-jit、インドラを滅ぼす者の意）、ラサーヤナ（Rasāyana、水銀のように動く者の意）といった異名を持つ。ガルダの名は「gr」（飲み込む）に由来すると考えられている。
その一族はインド神話において人々に恐れられる蛇・竜のたぐい（ナーガ族）と敵対関係にあり、それらを退治する聖鳥として崇拝されている。これは、インドにおいて猛禽類や孔雀は蛇を食べると解釈されていたことによる。単に鷲の姿で描かれたり、人間に翼が生えた姿で描かれたりもするが、基本的には人間の胴体と鷲の頭部・嘴・翼・爪を持つ、翼は赤く全身は黄金色に輝く巨大な鳥として描かれる。
ガルーダ・インドネシア航空の名はガルダに由来するインドネシアのフラッグキャリアであり、ロゴに巨大な鳥を形どっている。

## 神話
造物主であるプラジャーパティにはヴィナターとカドゥルーという2人の娘がいた。2人はそろってブラフマーの子である聖仙カシュヤパの妻となった。カシュヤパは2人の願いを叶えると約束し、カドゥルーは1000匹のナーガ（蛇あるいは竜）を息子とすることを望み、ヴィナターはカドゥルーの子より優れた2人の息子を望んだ。その後長い時間を経てカドゥルーは1000個の卵を、ヴィナターは2個の卵を産んだ。2人は卵を500年間あたため続け、やがてカドゥルーの卵からはナーガたちが生まれたが、ヴィナターの卵は孵らなかった。ヴィナターは恥ずかしさのあまり卵の1つを割ると、上半身しかない子供が出てきた。卵を早く割ったために下半身がまだ作られていなかったのである。この息子は暁の神アルナであるが、母親に対して怒り、500年の間、競った相手の奴隷になるという呪いをかけた。
ある日、カドゥルーは乳海攪拌から生まれ太陽を牽引する馬ウッチャイヒシュラヴァスの色について、ヴィナターに話しかけ口論となり、負けた方が奴隷になるという条件で賭けることにした。ヴィナターは全身が全て白いと主張したのに対し、カドゥルーは体は白だが尻尾だけは黒いと主張した。実際にはヴィナターのいうとおりであった。しかし、カドゥルーは確認は翌日にするということにし、息子のナーガたちにウッチャイヒシュラヴァスの尻尾に取り付くように命じ、黒く見えるようにした。中には命令を聞かなかった息子もいたため、カドゥルーは彼らに呪いをかけた。翌日、2人は海を越えて確認に行くと、ウッチャイヒシュラヴァスの尾の色は黒かったため、ヴィナターは負けて奴隷になってしまった。
やがて時期がたち、ガルダが卵から生まれた。ガルダは生まれるとすぐに成長し、炎の様に光り輝いて神々を震え上がらせた。神々はガルダを賛美してガルダの放つ光と熱を収めさせた。海を越えて母の元に行くと、ガルダも母と共にカドゥルーたちに支配されることになった。カドゥルーはガルダにも様々な難題を振りかけ、やがてガルダは嫌気がさし、母に対してなぜこの様になったのかを尋ねた。母にいかさまによって奴隷となったことを聴くと、ナーガたちに対して母を解放するよう頼んだ。ナーガたちは、天界にある乳海攪拌から生まれた不死の聖水アムリタを力ずくで奪ってくれば解放すると約束した。

ガルダは地上で腹ごしらえをすました後、天上に向かった。天上ではガルダの襲撃を予兆して今までになかったようなさまざまな異常現象が起きた。ガルダは天上に乗り込むと、守備を固めて待ち受けていた神々を次々に払いのけた。戦神である風神ヴァーユが軍勢を整えるものの、多くの神々が打ち倒された。アムリタの周りにも回転する円盤チャクラムや目を見ると灰になる2匹の大蛇などさまざまな罠を仕掛けていたが、ガルダはそれをすり抜けてアムリタを奪い飛び去った。

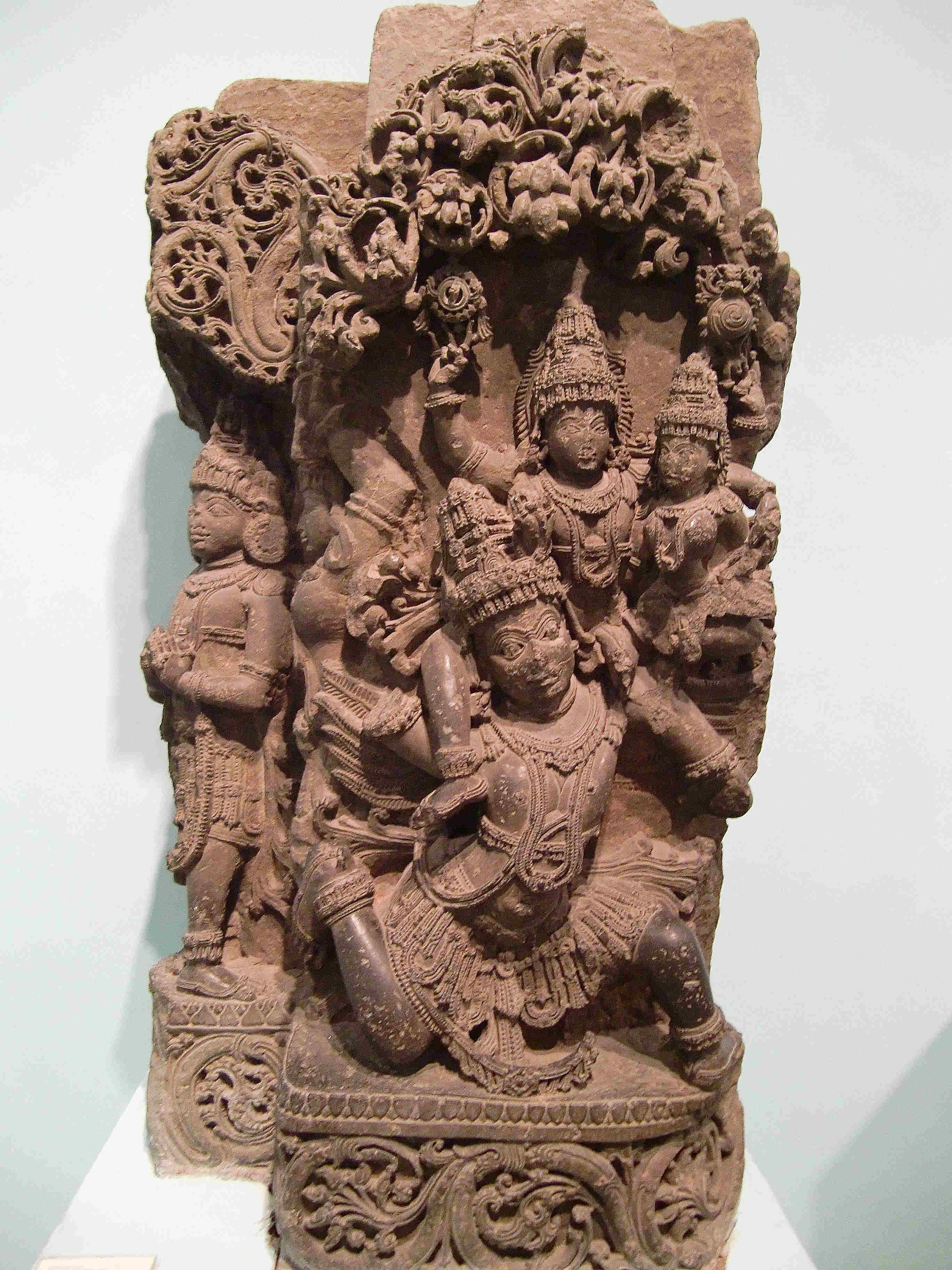
ヴィシュヌ神とその妻ラクシュミーを乗せたガルダ、インド国立博物館

ガルダが飛んでいるとヴィシュヌと出会った。ヴィシュヌはガルダの勇気と力に感動したため、ガルダの願いを叶えることとした。それはアムリタを用いない不死であり、ガルダはそれを受けてヴィシュヌのヴァーハナとなることを誓った。そこへ神々の王インドラが最強の武器ヴァジュラを使って襲いかかってきた。しかしそれでもガルダには敵わなかった。元々ガルダは小人の種族ヴァーラキリヤのインドラより100倍強くなるようにという願いを込められて生まれてきたからである。インドラはヴァジュラが全く利かないのを見ると、ガルダに永遠の友情の誓いを申し込んだ。その代わりにガルダには不死の体が与えられ、彼はナーガたち蛇族を食料とするという約束を交わした。
そして、一旦約束を守るためにガルダはアムリタをナーガたちの元へ持ち帰った。ヴィナータが解放されると、アムリタをクシャの葉の上におき、沐浴してから飲まねばならないと告げた。それを聞いてナーガたちが沐浴をしている隙に、インドラがアムリタを取り返してしまった。ナーガたちはだまされたことに気づいたが、もはやどうしようもなかった。ナーガたちはどうにかしてアムリタをなめようと、アムリタが置かれていたクシャの葉をなめ回したため、舌が切れ二股となってしまった（『マハーバーラタ』第1巻14～30章）。
後世の説話集『カター・サリット・サーガラ』および『ヴェーターラ・パンチャヴィンシャティカー』のジームータヴァーハナの物語にガルダとナーガ族の対立の後日談があり、そこでは両者の和解が語られている。

## 各文化におけるガルダ
仏教・イスラム教伝来以前よりヒンドゥー教圏であった東南アジア諸国においては、他のヒンドゥー教の神格と併せて文化・文学におけるモチーフとなることが多い。
イスラム教国であるインドネシアおよび仏教国であるタイ王国においては国威の象徴とされ国章とされている。インドネシアで演じられる現代のワヤン・クリでは、ガルラはビルムカ（怪物の顔をもつもの）と呼ばれ、クレスノ王の息子ボマの乗り物として登場するが、その位置付けはイスラム教の影響によるマハーバーラタの再解釈によって、オリジナルよりも精神面を重視した地味なものとなっている。なお、インドネシアの国営航空会社はガルーダ・インドネシア航空であり、2013年には『ガルーダの戦士ビマ』という特撮ヒーロー番組が制作された。
ヒンドゥー教の本場インドでは、ガルダがデザインされたPC用のLinux系OSでGaruda Linuxが公開されている。
スリランカにおいては、人々に災いをもたらすラークシャサ（羅刹）、グルル（Gurr）という魔物とされたが、これは宗教上の対立が理由。ミャンマーではガロンと呼ばれ、民間信仰の守護動物とされている。
仏教圏では金翅鳥（こんじちょう）とも呼ばれている。

## ギャラリー

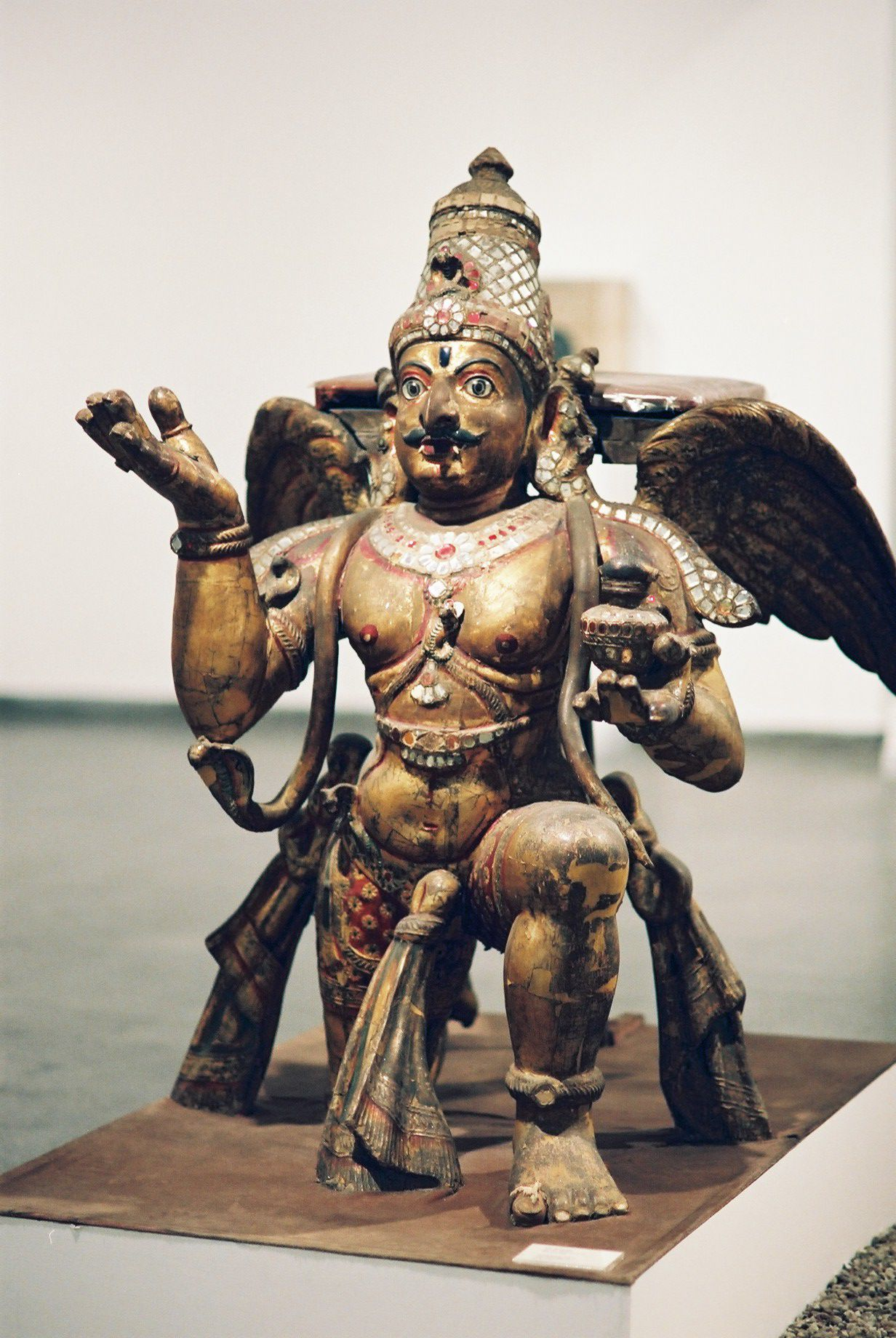
ガルダ像（インド・デリー）
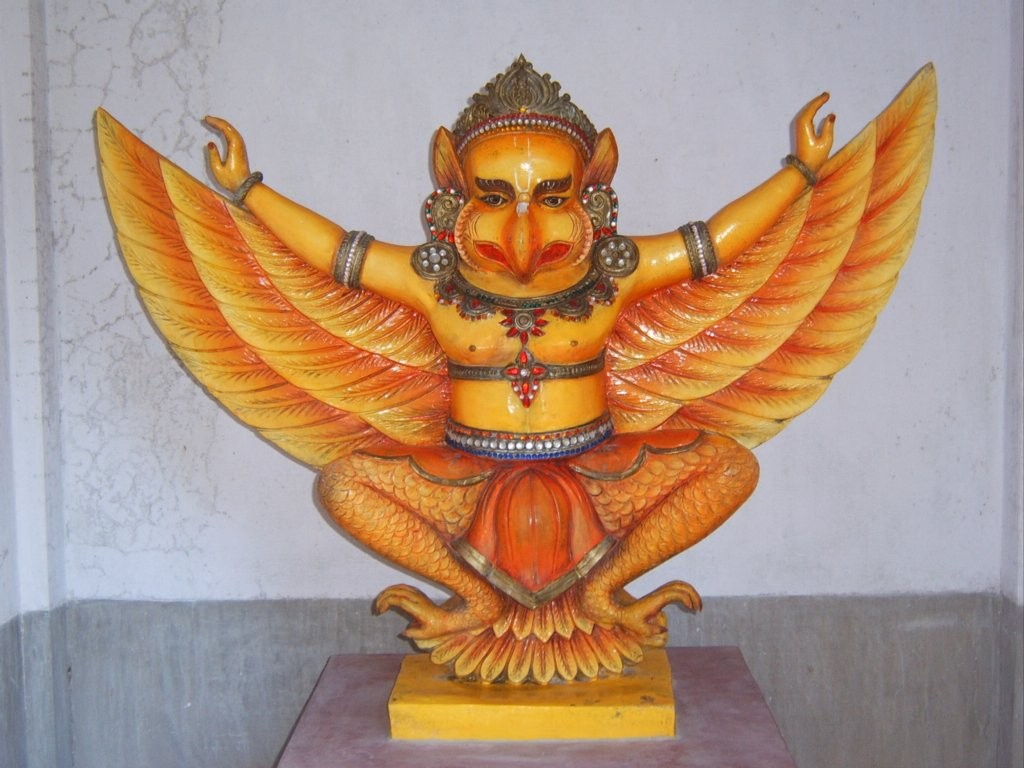
ガルダ像（インド・マヤプール）
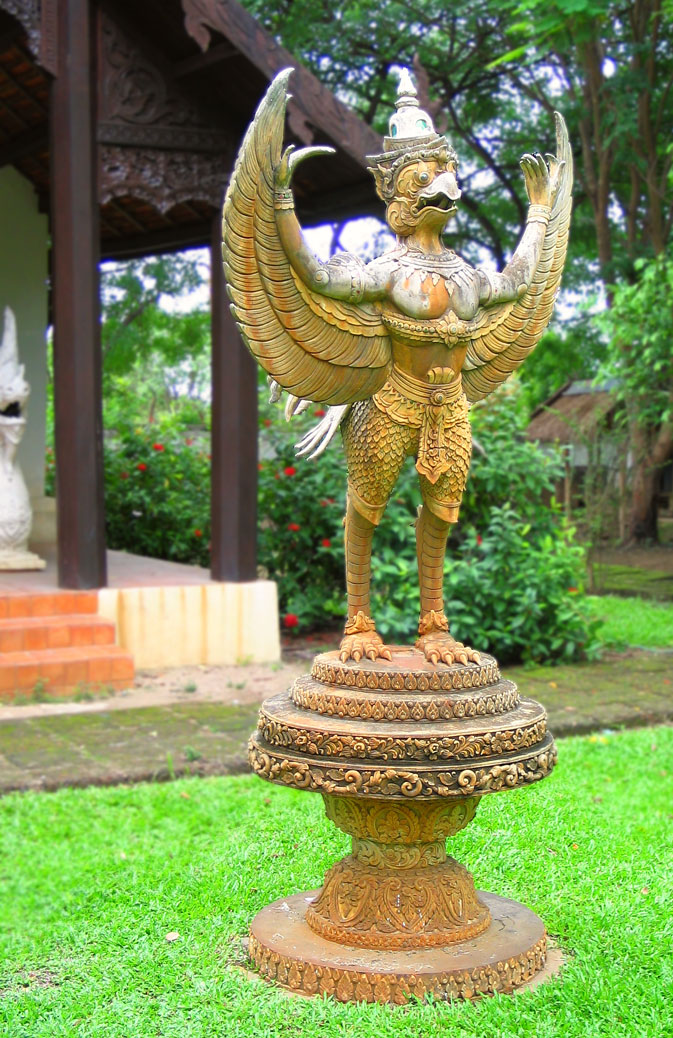
ガルダ像（タイ王国・チエンマイ）
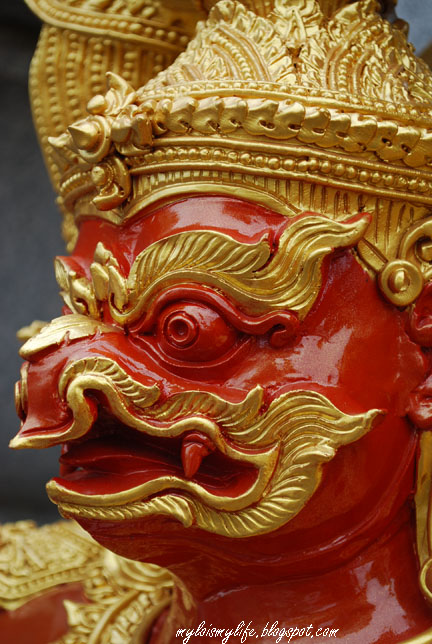
ガルダの顔面部位（タイ王国・ハートヤイ郡）
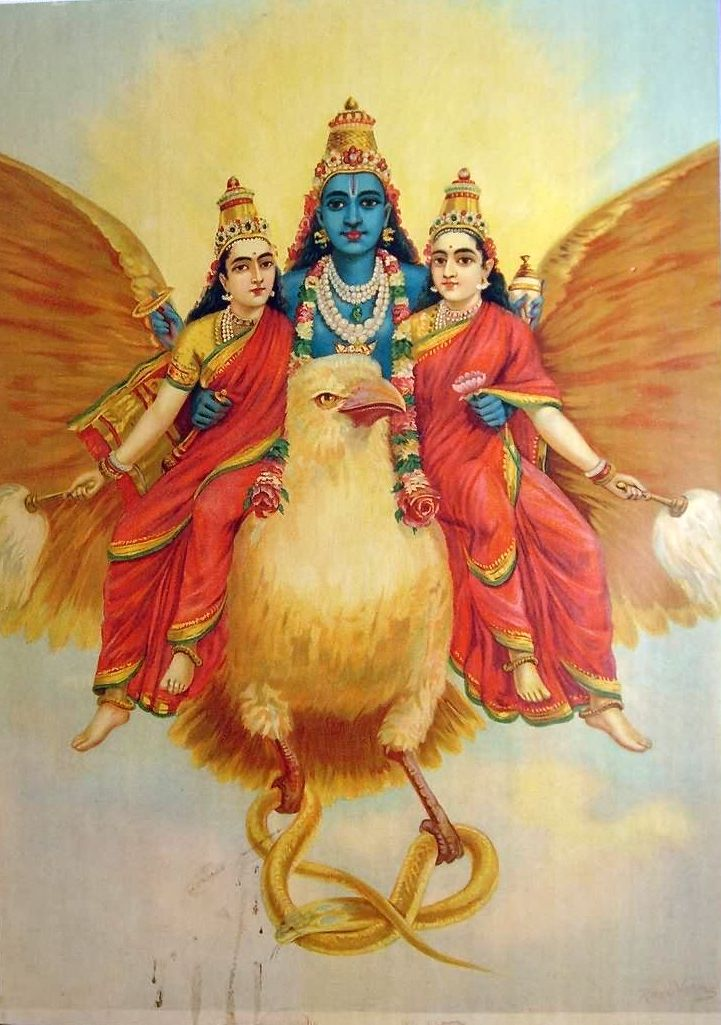
ヴィシュヌ神がガルダに乗る図（ラヴィ・ヴァルマ画）
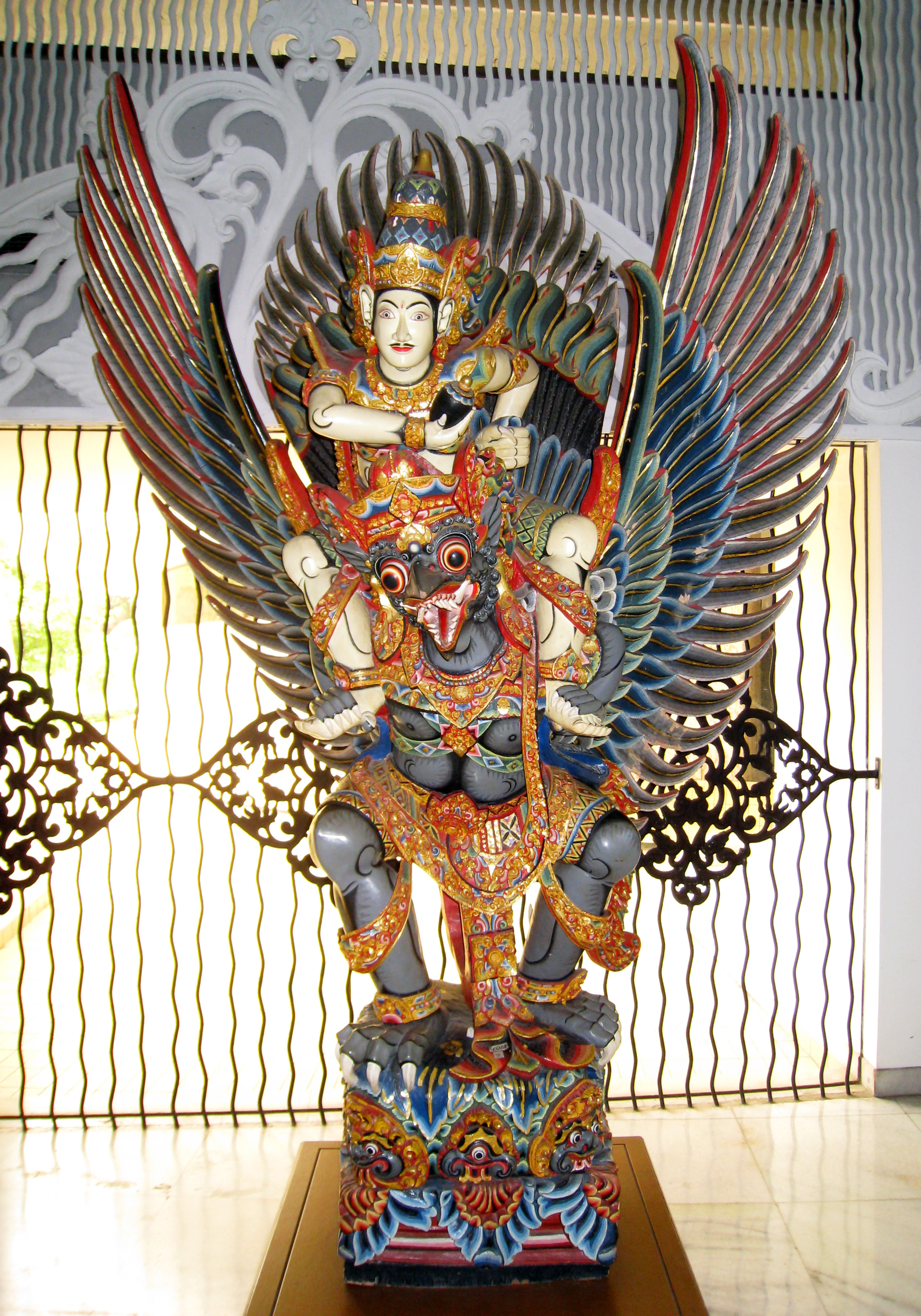
ヴィシュヌ神がガルダに乗る木像（インドネシア・バリ島）
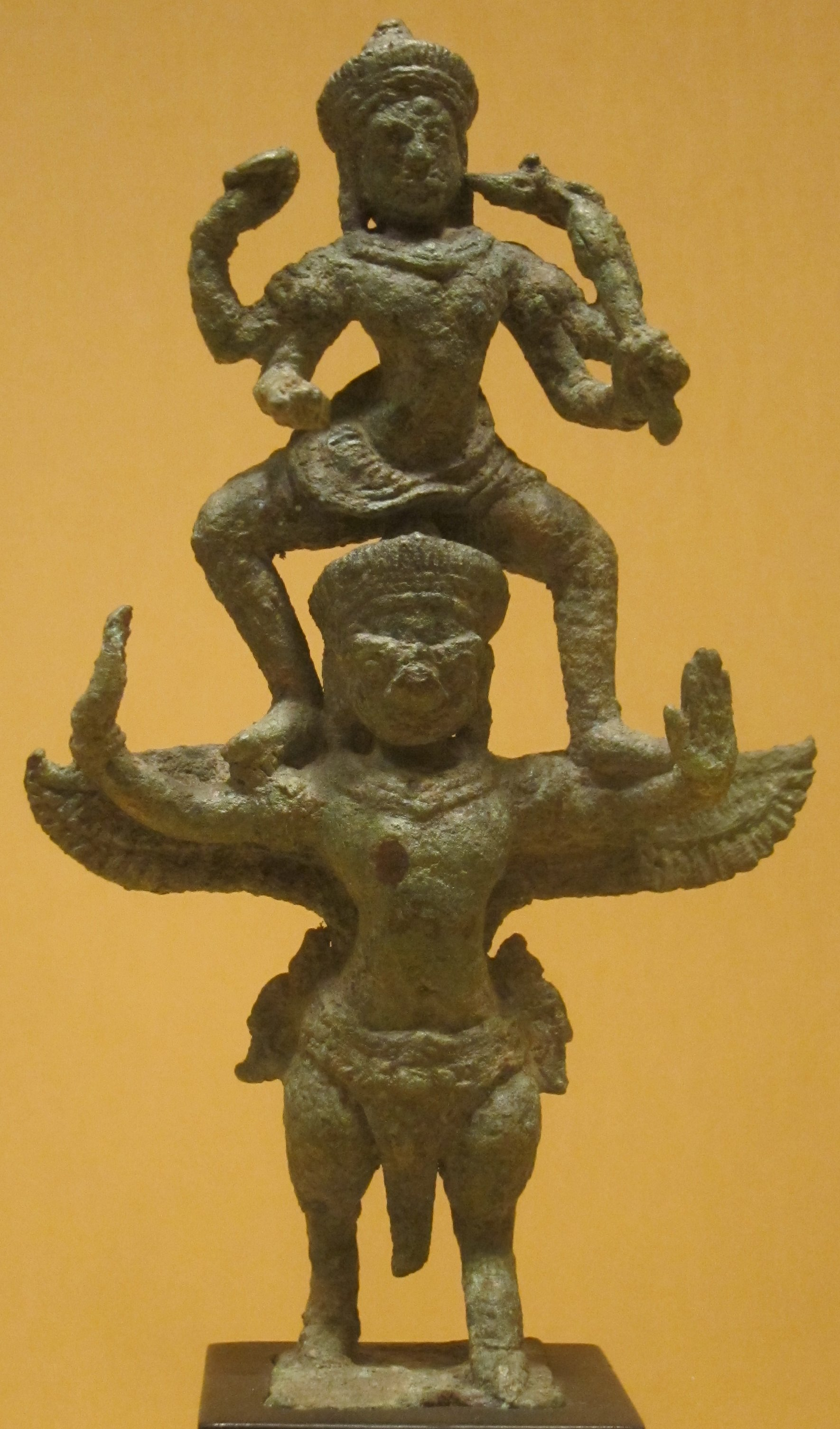
ヴィシュヌ神がガルダに乗る銅像（カンボジア、アンコール・ワット、12世紀）
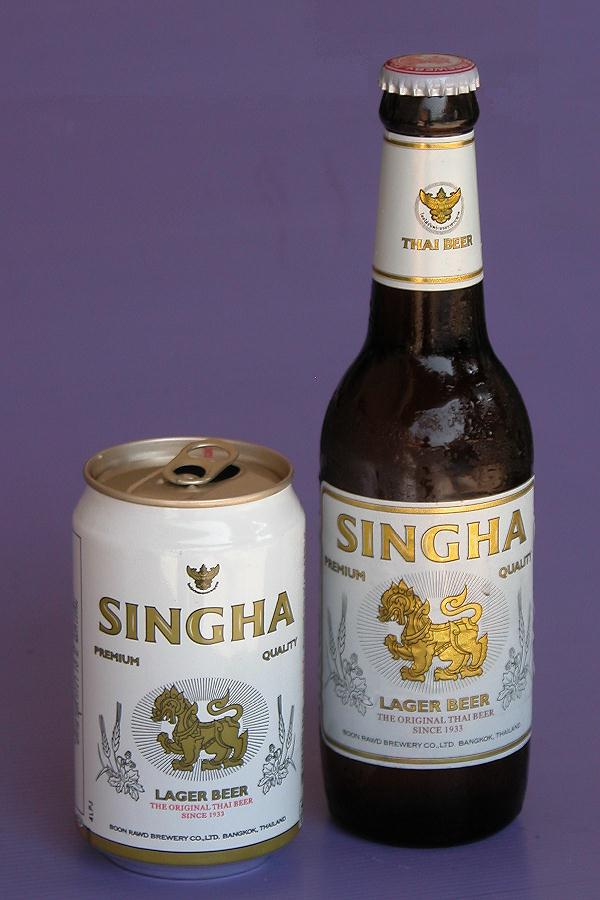
1938年、ラベルに国章であるガルダを用いることを王室に認められた（缶は商品ロゴの上部、瓶は上のラベル）、タイを代表するビールブランドであるビア・シン（シンハー・ビール）。